# Larroque-Engalin
Pour les articles homonymes, voir Larroque.
Larroque-Engalin (La Ròca Engalin en gascon) est une commune française située dans le département du Gers en région Occitanie. Sur le plan historique et culturel, la commune est dans la Lomagne, une ancienne circonscription de la province de Gascogne ayant titre de vicomté, surnommée « Toscane française ».
Exposée à un climat océanique altéré, elle est drainée par l'Auchie et par divers autres petits cours d'eau.
Larroque-Engalin est une commune rurale qui compte 45 habitants en 2022, après avoir connu un pic de population de 359 habitants en 1851.  Ses habitants sont appelés les Larroquais ou  Larroquaises.

## Géographie

### Localisation
Larroque-Engalin est une commune située en Gascogne sur l'Auchie.

### Communes limitrophes
Les communes limitrophes sont  Berrac, La Romieu, Lagarde et Saint-Martin-de-Goyne.
|           | Berrac           |                       |
| La Romieu | Larroque-Engalin | Saint-Martin-de-Goyne |
|           | Lagarde          |                       |

### Géologie et relief
Larroque-Engalin se situe en zone de sismicité 1 (sismicité très faible).

### Hydrographie

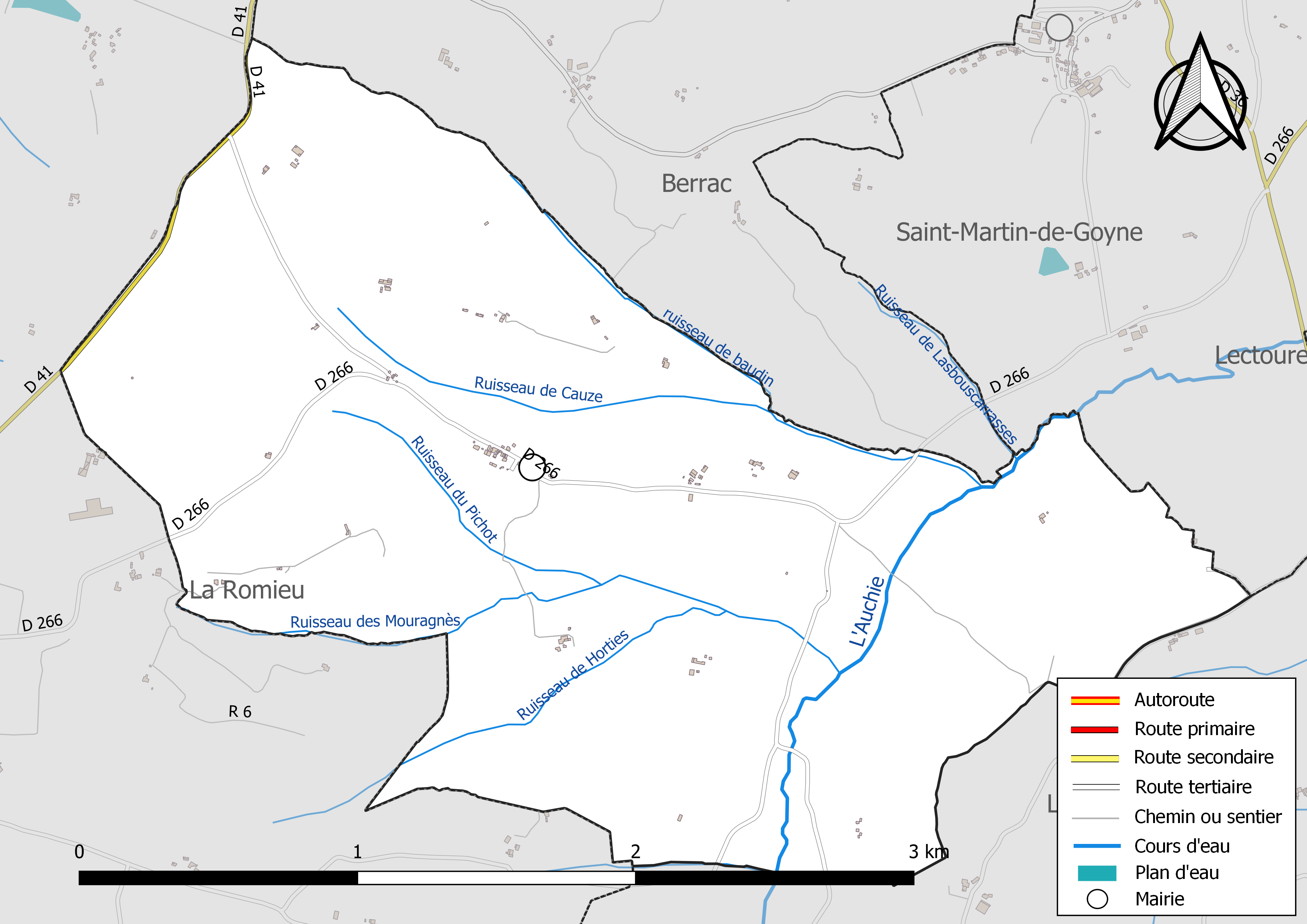
Réseaux hydrographique et routier de Larroque-Engalin.

La commune est dans le bassin de la Garonne, au sein du bassin hydrographique Adour-Garonne. Elle est drainée par l'Auchie, le ruisseau de baudin, le ruisseau de Cauze, le ruisseau de Horties, le ruisseau de Lasbouscarrasses, le ruisseau des Mouragnès, le ruisseau du Pichot et par un petit cours d'eau, qui constituent un réseau hydrographique de 9 km de longueur totale,.
L'Auchie, d'une longueur totale de 15,7 km, prend sa source dans la commune de Terraube et s'écoule vers le nord. Il traverse la commune et se jette dans le Gers à Saint-Martin-de-Goyne, après avoir traversé 7 communes.

### Climat
Pour des articles plus généraux, voir Climat de l'Occitanie et Climat du Gers.
En 2010, le climat de la commune est de type climat du Bassin du Sud-Ouest, selon une étude s'appuyant sur une série de données couvrant la période 1971-2000. En 2020, Météo-France publie une typologie des climats de la France métropolitaine dans laquelle la commune est exposée à un climat océanique altéré et est dans la région climatique Aquitaine, Gascogne, caractérisée par une pluviométrie abondante au printemps, modérée en automne, un faible ensoleillement au printemps, un été chaud (19,5 °C), des vents faibles, des brouillards fréquents en automne et en hiver et des orages fréquents en été (15 à 20 jours).
Pour la période 1971-2000, la température annuelle moyenne est de 13,2 °C, avec une amplitude thermique annuelle de 15,6 °C. Le cumul annuel moyen de précipitations est de 745 mm, avec 10,6 jours de précipitations en janvier et 6,4 jours en juillet. Pour la période 1991-2020, la température moyenne annuelle observée sur la station météorologique la plus proche, située sur la commune de Condom à 14 km à vol d'oiseau, est de 13,9 °C et le cumul annuel moyen de précipitations est de 703,8 mm,. Pour l'avenir, les paramètres climatiques de la commune estimés pour 2050 selon différents scénarios d’émission de gaz à effet de serre sont consultables sur un site dédié publié par Météo-France en novembre 2022.

### Milieux naturels et biodiversité
Aucun espace naturel présentant un intérêt patrimonial n'est recensé sur la commune dans l'inventaire national du patrimoine naturel,,.

## Urbanisme

### Typologie
Au 1er janvier 2024, Larroque-Engalin est catégorisée commune rurale à habitat très dispersé, selon la nouvelle grille communale de densité à sept niveaux définie par l'Insee en 2022.
Elle est située hors unité urbaine et hors attraction des villes,.

### Occupation des sols
L'occupation des sols de la commune, telle qu'elle ressort de la base de données européenne d’occupation biophysique des sols Corine Land Cover (CLC), est marquée par l'importance des territoires agricoles (96,7 % en 2018), une proportion identique à celle de 1990 (96,7 %). La répartition détaillée en 2018 est la suivante : 
terres arables (80,6 %), prairies (11 %), zones agricoles hétérogènes (5,1 %), forêts (3,3 %). L'évolution de l’occupation des sols de la commune et de ses infrastructures peut être observée sur les différentes représentations cartographiques du territoire : la carte de Cassini (XVIIIe siècle), la carte d'état-major (1820-1866) et les cartes ou photos aériennes de l'IGN pour la période actuelle (1950 à aujourd'hui).

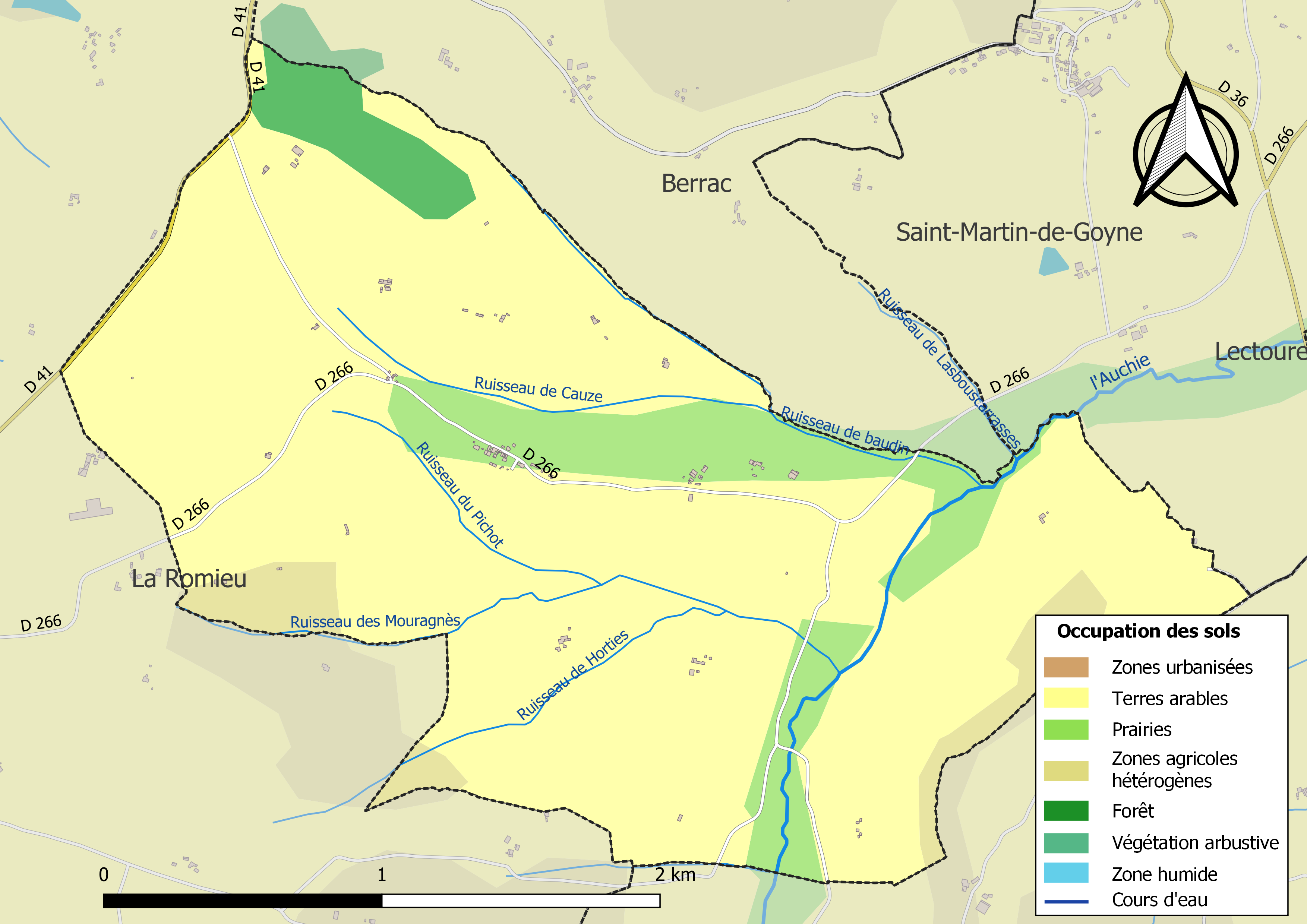
Carte des infrastructures et de l'occupation des sols de la commune en 2018 (CLC).

### Risques majeurs
Le territoire de la commune de Larroque-Engalin est vulnérable à différents aléas naturels : météorologiques (tempête, orage, neige, grand froid, canicule ou sécheresse) et séisme (sismicité très faible). Un site publié par le BRGM permet d'évaluer simplement et rapidement les risques d'un bien localisé soit par son adresse soit par le numéro de sa parcelle.

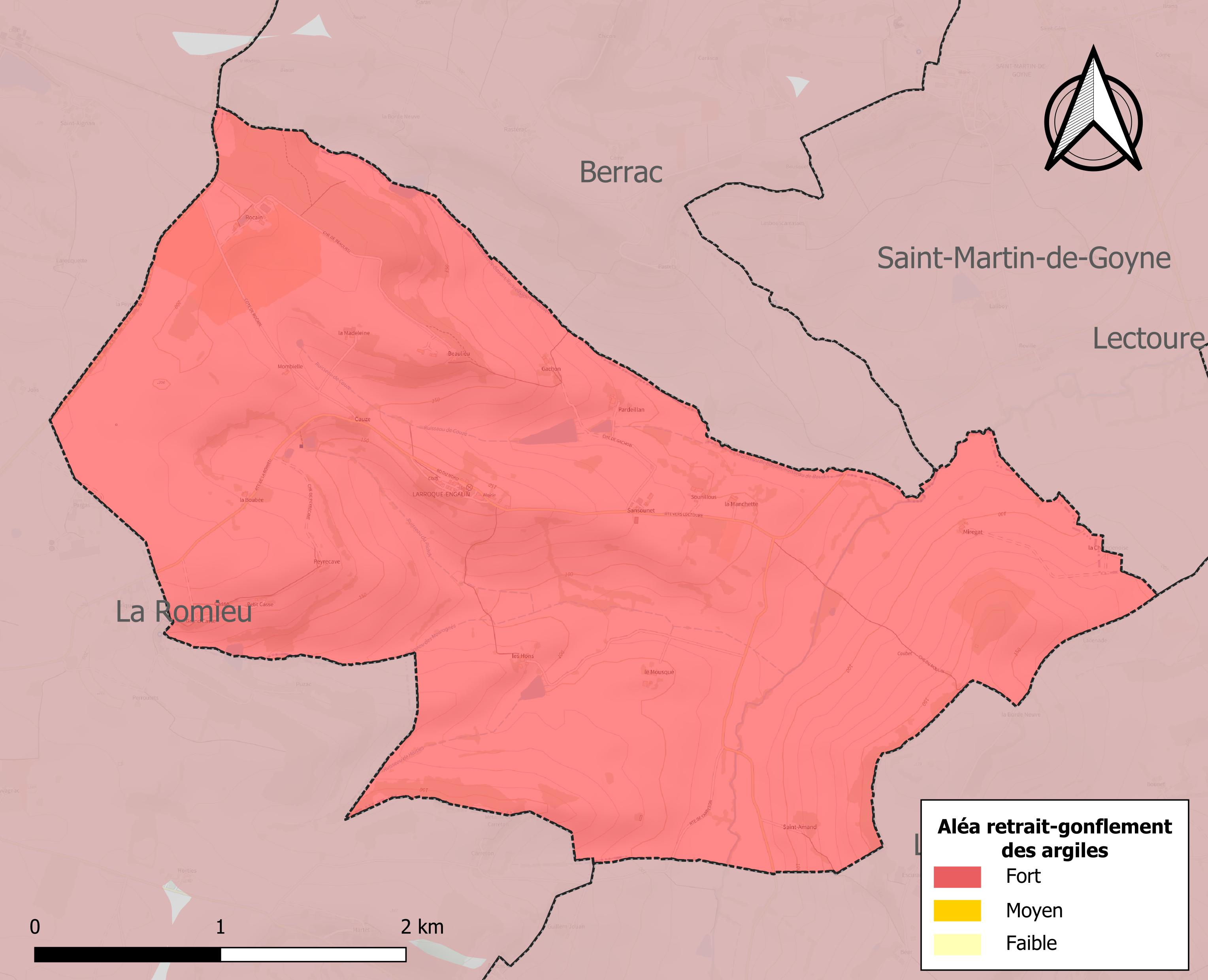
Carte des zones d'aléa retrait-gonflement des sols argileux de Larroque-Engalin.

Le retrait-gonflement des sols argileux est susceptible d'engendrer des dommages importants aux bâtiments en cas d’alternance de périodes de sécheresse et de pluie. La totalité de la commune est en aléa moyen ou fort (94,5 % au niveau départemental et 48,5 % au niveau national). Sur les 36 bâtiments dénombrés sur la commune en 2019, 36 sont en aléa moyen ou fort, soit 100 %, à comparer aux 93 % au niveau départemental et 54 % au niveau national. Une cartographie de l'exposition du territoire national au retrait gonflement des sols argileux est disponible sur le site du BRGM,.
Par ailleurs, afin de mieux appréhender le risque d’affaissement de terrain, l'inventaire national des cavités souterraines permet de localiser celles situées sur la commune.
La commune a été reconnue en état de catastrophe naturelle au titre des dommages causés par les inondations et coulées de boue survenues en 1999 et 2009. Concernant les mouvements de terrains, la commune a été reconnue en état de catastrophe naturelle au titre des dommages causés par la sécheresse en 1989 et 2002 et par des mouvements de terrain en 1999.

## Héraldique
| Blason | Blasonnement : D'azur au chevron d'argent accompagné, en chef, de deux quintefeuilles d'or et, en pointe, d'un roc d'échiquier du même. |

## Politique et administration
| Période                                  | Période  | Identité        | Étiquette | Qualité                                     |
| ---------------------------------------- | -------- | --------------- | --------- | ------------------------------------------- |
| Mars 1983                                | 2020     | Georges Courtès | PS        | Maire, conseiller général, député suppléant |
| 2020                                     | En cours | René Carpentier |           |                                             |
| Les données manquantes sont à compléter. |          |                 |           |                                             |

## Démographie
L'évolution du nombre d'habitants est connue à travers les recensements de la population effectués dans la commune depuis 1793. Pour les communes de moins de 10 000 habitants, une enquête de recensement portant sur toute la population est réalisée tous les cinq ans, les populations de référence des années intermédiaires étant quant à elles estimées par interpolation ou extrapolation. Pour la commune, le premier recensement exhaustif entrant dans le cadre du nouveau dispositif a été réalisé en 2004.

En 2022, la commune comptait 45 habitants, en évolution de −10 % par rapport à 2016 (Gers : +1,04 %, France hors Mayotte : +2,11 %).
| 1793 | 1800 | 1806 | 1821 | 1831 | 1841 | 1846 | 1851 | 1856 |
| ---- | ---- | ---- | ---- | ---- | ---- | ---- | ---- | ---- |
| 264  | 268  | 269  | 265  | 270  | 354  | 357  | 359  | 266  |

| 1861 | 1866 | 1872 | 1876 | 1881 | 1886 | 1891 | 1896 | 1901 |
| ---- | ---- | ---- | ---- | ---- | ---- | ---- | ---- | ---- |
| 248  | 246  | 215  | 204  | 195  | 175  | 142  | 140  | 128  |

| 1906 | 1911 | 1921 | 1926 | 1931 | 1936 | 1946 | 1954 | 1962 |
| ---- | ---- | ---- | ---- | ---- | ---- | ---- | ---- | ---- |
| 140  | 113  | 118  | 120  | 115  | 126  | 122  | 104  | 88   |

| 1968 | 1975 | 1982 | 1990 | 1999 | 2004 | 2006 | 2009 | 2014 |
| ---- | ---- | ---- | ---- | ---- | ---- | ---- | ---- | ---- |
| 86   | 66   | 55   | 53   | 59   | 66   | 62   | 51   | 50   |

| 2019 | 2022 | - | - | - | - | - | - | - |
| ---- | ---- | - | - | - | - | - | - | - |
| 45   | 45   | - | - | - | - | - | - | - |

## Économie

### Emploi
|                | 2008  | 2013  | 2018   |
| -------------- | ----- | ----- | ------ |
| Commune        | 6,9 % | 24 %  | 21,7 % |
| Département    | 6,1 % | 7,5 % | 8,2 %  |
| France entière | 8,3 % | 10 %  | 10 %   |

En 2018, la population âgée de 15 à 64 ans s'élève à 24 personnes, parmi lesquelles on compte 91,3 % d'actifs (69,6 % ayant un emploi et 21,7 % de chômeurs) et 8,7 % d'inactifs,. En  2018, le taux de chômage communal (au sens du recensement) des 15-64 ans est supérieur à celui de la France et du département, alors qu'il était inférieur à celui de la France en 2008.
La commune est hors attraction des villes,. Elle compte 1 emplois en 2018, contre 5 en 2013 et 7 en 2008. Le nombre d'actifs ayant un emploi résidant dans la commune est de 18, soit un indicateur de concentration d'emploi de 5,9 % et un taux d'activité parmi les 15 ans ou plus de 56,4 %.
Sur ces 18 actifs de 15 ans ou plus ayant un emploi, 1 travaillent dans la commune, soit 6 % des habitants. Pour se rendre au travail, 94,1 % des habitants utilisent un véhicule personnel ou de fonction à quatre roues, 5,9 % les transports en commun et.

### Activités hors agriculture
5 établissements sont implantés  à Larroque-Engalin au 31 décembre 2019.
Le secteur des activités spécialisées, scientifiques et techniques et des activités de services administratifs et de soutien est prépondérant sur la commune puisqu'il représente 40 % du nombre total d'établissements de la commune (2 sur les 5 entreprises implantées  à Larroque-Engalin), contre 14,4 % au niveau départemental.

### Agriculture
|               | 1988 | 2000 | 2010 | 2020 |
| ------------- | ---- | ---- | ---- | ---- |
| Exploitations | 7    | 6    | 2    | 2    |
| SAU (ha)      | 352  | 352  | 78   | 92   |

La commune est dans le « Haut-Armagnac », une petite région agricole occupant le centre du département du Gers. En 2020, l'orientation technico-économique de l'agriculture  sur la commune est l'exploitation de grandes cultures (hors céréales et oléoprotéagineuses). Deux exploitations agricoles ayant leur siège dans la commune sont dénombrées lors du recensement agricole de 2020 (sept en 1988). La superficie agricole utilisée est de 92 ha,,.

## Culture locale et patrimoine

### Lieux et monuments
- Porte médiévale : A l'est, une belle porte donne entrée dans le village et conduit par une rue étroite au château bâti à l'extrémité opposée du village.
- Château médiéval : Le château a l'architecture d'un oustal de maître avec pierres maçonnées, typique de l'ouest de la Gascogne. Construit entre 1260 et 1280, il comporte un donjon carré, augmenté au 16e siècle d'un corps de logis et d'une belle tour-escalier heptagonale (à sept pans). Propriété privée.
- Église Saint-Abdon-et-Saint-Sennen : En 1824, l'église était une simple nef rectangulaire avec clocher-mur. L'église actuelle présente à l'ouest un clocher rectangulaire dont la base sert de porche extérieur, au dessus un oculus, et, plus haut, une fenêtre gothique à chacune des quatre faces. Une flèche octogonale couverte en ardoise couronne la tour du clocher.
- Vierge : Devant l'entrée de l'église se trouve une vierge bleue posée sur un socle. On peut en faire le tour en empruntant derrière elle deux escaliers courbés.